# Кемаль-Эгерек
Кема́ль-Эгере́к (укр. Кемаль-Егерек, крымскотат. Kemal Egerek, Кемаль Эгерек) — горная вершина в Крыму, четвёртая по высоте точка Крымских гор (1529,5 м). Название горы нередко сокращается до «Кемаль». Гора находится в нескольких километрах (по прямой) к северу от пгт Массандра и относительно легко достижима из Ялты.
Название вершины имеет крымскотатарское происхождение и в буквальном переводе означает «Кошара Кемаля» (Kemal — достаточно распространённое мужское имя, egerek — «огороженное место для овец, загон, кошара»). Такое название можно объяснить тем, что до середины XX века яйлы активно использовались в качестве летних пастбищ.
Вершина представляет собой расширяющийся в направлении с севера на юг конус, являющийся северным отрогом Ялтинской яйлы. Поверхность её почти лишена растительности, склоны травянистые. Гора является водоразделом рек Донга (с востока) и Каспана (с запада), сложена мергельными известняками.
На север отрог продолжается понижающимся хребтом, ведущим к хребту Басман. По этому хребту и по самой вершине проходит туристический маршрут № 70 (зарегистрированный Крымской горно-спасательной службой), а также западная граница Крымского природного заповедника. Недалеко от вершины на северо-западном склоне хребта имеется туристическая стоянка «Кемаль» и одноимённый родник.

## Галерея
- Вершина горы с небольшим туром из камней и разрушенным геодезическим знаком.
- Вид с вершины на север (чуть правее центра виден скальный массив Басман).
- Источник на северо-западном склоне горы.